# 3. prosinca
3. prosinca (3. 12.) 337. je dan godine po gregorijanskom kalendaru (338. u prijestupnoj godini).
Do kraja godine ima još 28 dana.

## Događaji
- 1973. – Svemirska letjelica Pioneer 10 poslala je prve detaljne snimke Jupitera
- 1984. – Katastrofa u indijskom gradu Bhopalu: Istjecanje smrtonosnog plina iz pogona američke tvrtke "Union Carbide" za izradu pesticida usmrtilo je 4000 stanovnika grada a još stotine tisuća su ozljeđene.
- 1991. – Crnogorska oporbena stranka Liberalni savez Crne Gore organizirao je antiratni prosvjed na Cetinju. Na tom je skupu više od 10.000 Crnogoraca izrazilo je žaljenje zbog napada na Dubrovnik i zatražilo oprost.[1]
- 2009. – U Požegi održan znanstveni skup povodom 50. godina računalne djelatnosti u Hrvatskoj.

| - 1800. – France Prešeren, slovenski pjesnik i preporoditelj († 1849.) - 1857. – Joseph Conrad, engleski prozaist poljskoga podrijetla († 1924.) - 1905. – Josip Hamm, hrvatski slavist († 1986.) - 1948. – Ozzy Osbourne britanski glazbenik († 2025.) - 1958. – Filip Radoš, hrvatski glumac - 1968. – Brendan Fraser, kanadsko-američki glumac - 1998. – Mila Sivacka, ukrajinska glumica | - 316. – Dioklecijan, rimski car - 450. – Sveti Petar Krizolog, biskup i crkveni naučitelj - 1552. – Sveti Franjo Ksaverski, katolički svetac (* 1506.) - 1737. – Ardelio della Bella, talijanski isusovac, znanstvenik i leksikograf (* 1655.) - 1888. – Carl Zeiss, njemački optičar (* 1816.) - 1974. – Władysław Bukowiński, poljski blaženik (* 1904.) - 1976. – Marko Fotez, hrvatski kazališni redatelj i književnik - 2000. – Marijan Valković, hrvatski teolog i znanstvenik (* 1927.) - 2022. – Rudi Aljinović, hrvatski novinar (* 1936.) |

## Blagdani i spomendani
- Međunarodni dan osoba s invaliditetom